# Don't Wake Me Up
"Don't Wake Me Up" é uma canção gravada pelo cantor e compositor norte-americano Chris Brown. Foi lançada para download digital pela iTunes Store a 18 de Maio de 2012 como o quarto single do seu quinto álbum de estúdio, Fortune (2012). Foi composta por Brown, Alain Whyte, Alle Benassi, Jean-Baptiste, Benny Benassi, Michael McHenry, Nick Marsh, Priscilla Renea, Ryan Buendia, Brian Kennedy, e William Orbit, com a produção e arranjos por Benny & Alle Benassi, Free School, e os dois últimos. Musicalmente, é uma faixa do género musical dance-pop que interpola uma linha do baixo pesada no seu refrão, que é repetitivo. As suas letras retratam uma amor perdido que existia apenas em sonhos.
As opiniões da crítica de música contemporânea para a canção foram geralmente positivas, que maioritariamente elogiaram a produção e arranjos vocais. Nos Estados Unidos, teve um desempenho gráfico fraco, como estreou no número oitenta e nove devido às vendas digitais massivas de Fortune. Em outros lugares, teve um sucesso moderado, tendo alcançado a primeira posição na Escócia, e se posicionado entre as vinte melhores posições no Japão, Irlanda, e Dinamarca. Quanto ao nível comercial, recebeu o certificado de disco de platina duplo pela Australian Recording Industry Association (ARIA) na Austrália.
O vídeo musical foi filmado num deserto norte-americano a 14 de Maio de 2012, sob a direcção de Colin Tilley. O vídeo, que foi lançado a 11 de Junho de 2012 no perfil oficial do Vevo do artista, apresenta cenas de Brown em três sonhos diferentes que apresentam uma mulher misteriosa, que é interpretada pela modelo Araya Nicks.

## Antecedentes e lançamento

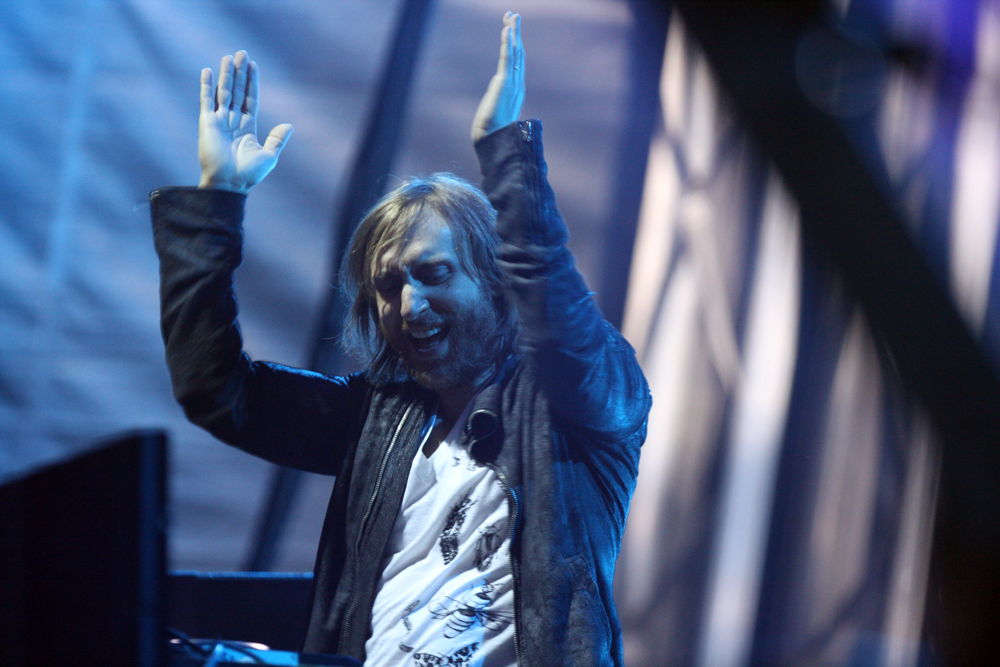
Após o vazamento online da música, surgiram rumores de que ela foi produzida por David Guetta.

Em janeiro de 2012, uma gravação demo da música vazou na internet, tendo sido especulado em sites musicais que a faixa foi produzida por David Guetta porque um vídeo lírico postado no Youtube o indica. No entanto, em Maio de 2012, Guetta foi ao seu perfil oficial nas redes sociais Facebook e Twitter para responder as acusações, a afirmar: "Eu sou creditado por 'Don't Wake Me Up' no YouTube mas eu não produzi a gravação. Tudo de bom para CB!". Em 12 de maio de 2012, Brown anunciou via o seu perfil oficial no Twitter que "Don't Wake Me Up" seria lançada como o ultimo single de música pop até o lançamento de Fortune. A faixa foi composta por Brown, Alain Whyte, Alle Benassi, Jean-Baptiste, Benny Benassi, Michael McHenry, Nick Marsh, Priscilla Renea, Ryan Buendia, Brian Kennedy, e William Orbit, com a produção e arranjos por Benny & Alle Benassi, Free pelos dois últimos. Foi lançada como o quarto single do álbum a 18 de Maio de 2012 em formato digital através da loja iTunes Store. "Don't Wake Me Up" foi enviada para as rádios contemporary hit radio e rhythmic contemporary nos Estados Unidos a 12 de Junho de 2012, seis dias antes do seu lançamento oficial.

## Composição e arranjos

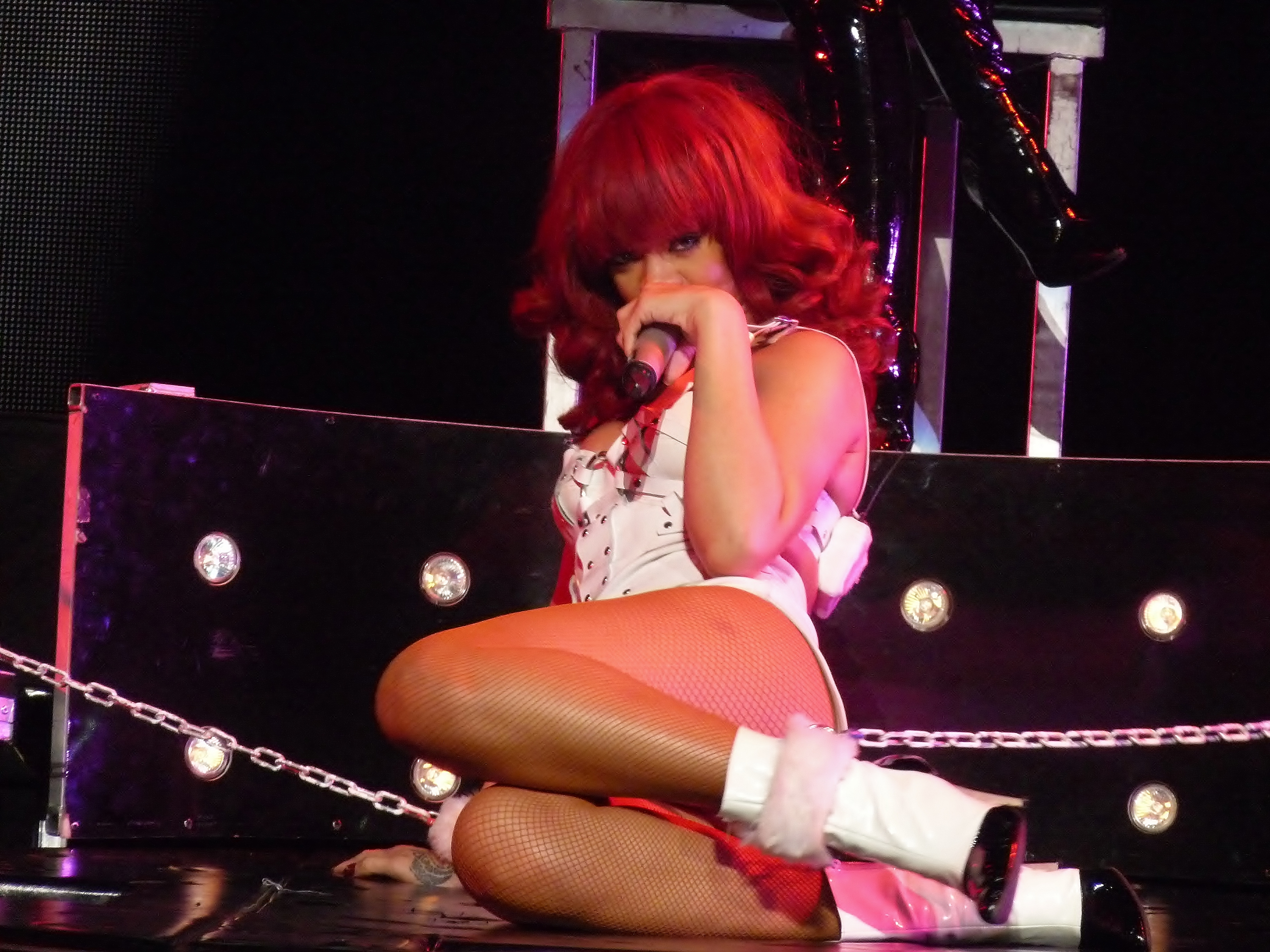
A voz feminina no início da faixa foi comparada à de Rihanna.

Musicalmente, "Don't Wake Me Up" é uma canção do género musical dance-pop que tem a duração de três minutos e quarenta e dois segundos. Apresenta uma linha do baixo forte e refrão repetitivo, como Brown repete por vezes sem conta a frase "don't wake me up". Lewis Corner, do blogue britânico Digital Spy, notou que o refrão contém "uma mistura de pulso acelerado de batidas trovejantes e um cocktail electrónico ondulante". Os vocais do artista durante a segunda parte do refrão da canção sofreram alteração por auto-tune. De acordo com a revista britânica Rap-Up, a música "começa lentamente antes de tornar-se numa festa de dança total". "Don't Wake Me Up" contém letras sobre um amor perdido que apenas existia em sonhos, como afirmado por Brittany R. Villalva do jornal The Christian Post. A faixa é introduzida por uma frase proferida por uma mulher cujo nome não foi revelado, que diz "Dearly Beloved, if this love only exists in my dreams, don't wake me up". Robbie Daw, do blogue Idolator, notou que, a voz feminina soa como a da cantora Rihanna, que é namorada de Brown.

## Análises da crítica profissional
| Críticas profissionais | Críticas profissionais |
| Avaliações da crítica  | Avaliações da crítica  |
| Fonte                  | Avaliação              |
| ---------------------- | ---------------------- |
| Idolator               | (positiva)             |
| AOL                    | (positiva)             |
| Rap-Up                 | (positiva)             |
| Digital Spy            | (positiva)             |
| BBC                    | (positiva)             |
| The Boston Globe       | (positiva)             |

"Don't Wake Me Up" recebeu geralmente opiniões positivas pela crítica especialista em música contemporânea. Robbie Daw, para o blogue Idolator, descreveu a canção como um "batedor de luz estroboscópica". Phil Kukawinski da AOL Radio, observou que ela tem "uma justaposição agradável de calma e enérgica" e que "Don't Wake Me Up parece ser uma daquelas músicas que mescla os dois sons de uma forma perfeita". JusMusic da revista Singersroom, chamou de "faixa divertida e borbulhante".

## Videoclipe
O vídeo musical para a canção tem a direção de Colin Tilley e foi gravado no deserto em 14 de maio de 2012. Várias imagens da filmagem foram divulgadas na internet no dia seguinte, mostrando Brown posando sem camisa contra um carro vintage, bem como outras imagens dele posando com a modelo Araya Nicks, que interpreta seu interesse amoroso no vídeo. O vídeo estreou online em 11 de junho de 2012. Nesse mesmo dia, Brown apareceu no 106 & Park, onde ele explicou o conceito do vídeo: "Com este vídeo, queríamos ir completamente para dentro do mundo dos sonhos. Assim como "Turn Up the Music", os outros vídeos que estou fazendo estão em um estado de sonho de acreditar no que quiser acreditar. Então é isso que abrange em todo o Fortune. Então é basicamente sonhar e realizar seus sonhos. Eu continuo acordando dentro de um sonho, dentro de um sonho, quase em algum tipo de Iniciação [...] mas eu não pretendo me dar mal".

## Lista de faixas
"Don't Wake Me Up" foi lançado para download digital nos Estados Unidos a 22 de maio de 2012. e em 18 de maio em países europeus. Na Alemanha foi lançado em formato CD single e no Reino Unido, em formato extended play (EP) digital com quatro remisturas, duas a partir da faixa original e as outras duas dos singles anteriores "Till I Die" e "Sweet Love".
| Descarga digital |                    |         |  |
| N.º              | Título             | Duração |  |
| 1.               | "Don't Wake Me Up" | 3:42    |  |

| CD single      |                                                    |         |  |
| N.º            | Título                                             | Duração |  |
| 1.             | "Don't Wake Me Up"                                 | 3:42    |  |
| 2.             | "Don't Wake Me Up (Free School/William Orbit Mix)" | 4:44    |  |
| Duração total: | Duração total:                                     | 8:26    |  |

| EP de remisturas |                                                      |         |  |
| N.º              | Título                                               | Duração |  |
| 1.               | "Don't Wake Me Up"                                   |         |  |
| 2.               | "Don't Wake Me Up (Free School)" (William Orbit Mix) |         |  |
| 3.               | "Till I Die"                                         |         |  |
| 4.               | "Sweet Love"                                         |         |  |
| Duração total:   | Duração total:                                       | 44:34   |  |

## Desempenho
| Tabela (2012)                                 | Melhor posição |
| --------------------------------------------- | -------------- |
| Austrália (ARIA)                              | 2              |
| Austrália - Australian Urban Singles          | 1              |
| Áustria (Ö3 Austria Top 75)                   | 2              |
| Bélgica (Ultratip Bubbling Under de Flandres) | 79             |
| Bélgica (Ultratip Bubbling Under da Valônia)  | 49             |
| Brasil (Brasil Hot 100 Airplay)               | 50             |
| Brasil (Billboard Brasil Hot Pop)             | 16             |
| Canadá - Canadian Hot 100                     | 42             |
| Dinamarca (Hitlisten)                         | 19             |
| Estados Unidos - Billboard Hot 100            | 10             |
| Irlanda (IRMA)                                | 4              |
| Noruega (VG-lista)                            | 11             |
| Nova Zelândia (Recorded Music NZ)             | 2              |
| Suécia (Sverigetopplistan)                    | 6              |
| Suíça - Swiss Singles Chart                   | 9              |

## Histórico de lançamento
| País           | Data                | Formato                |
| -------------- | ------------------- | ---------------------- |
| Austrália      | 18 de maio de 2012  | download digital       |
| Bélgica        | 18 de maio de 2012  | download digital       |
| Canadá         | 18 de maio de 2012  | download digital       |
| Dinamarca      | 18 de maio de 2012  | download digital       |
| Finlândia      | 18 de maio de 2012  | download digital       |
| França         | 18 de maio de 2012  | download digital       |
| Itália         | 18 de maio de 2012  | download digital       |
| Países Baixos  | 18 de maio de 2012  | download digital       |
| Nova Zelândia  | 18 de maio de 2012  | download digital       |
| Noruega        | 18 de maio de 2012  | download digital       |
| Portugal       | 18 de maio de 2012  | download digital       |
| Espanha        | 18 de maio de 2012  | download digital       |
| Suécia         | 18 de maio de 2012  | download digital       |
| Suíça          | 18 de maio de 2012  | download digital       |
| Estados Unidos | 22 de maio de 2012  | download digital       |
| Estados Unidos | 12 de junho de 2012 | Contemporary hit radio |
| Alemanha       | 22 de junho de 2012 | CD single              |